# Sunflower (포스트 말론과 스웨 리의 노래)
〈Sunflower〉(다른 제목: Sunflower (Spider-Man: Into the Spider-Verse))는 포스트 말론과 스웨 리의 노래이다. 2018년 애니메이션 영화 《스파이더맨: 뉴 유니버스》의 주제가이다. 빌보드 핫 100 1위와 영국 싱글 차트 1위를 한 곡이다. 미국 음반 산업 협회(RIAA) 인증 트리플 플래티넘 등급을 받은 곡이다. 제62회 그래미상 올해의 레코드 부문 후보에 올랐다.

## 인증
| 국가                               | 인증         | 판매량/출하량 |
| ---------------------------------- | ------------ | ------------- |
| 오스트레일리아 (ARIA)              | 15× 플래티넘 | 1,050,000     |
| 벨기에 (BEA)                       | 골드         | 20,000        |
| 캐나다 (뮤직 캐나다)               | 다이아몬드   | 800,000       |
| 덴마크 (IFPI Danmark)              | 2× 플래티넘  | 180,000       |
| 프랑스 (SNEP) with Swae Lee        | 플래티넘     | 200,000       |
| 프랑스 (SNEP) solo version         | 골드         | 100,000       |
| 독일 (BVMI)                        | 골드         | 200,000       |
| 이탈리아 (FIMI)                    | 플래티넘     | 50,000        |
| 멕시코 (AMPROFON)                  | 다이아몬드   | 300,000       |
| 뉴질랜드 (RMNZ)                    | 8× 플래티넘  | 240,000       |
| 폴란드 (ZPAV)                      | 3× 플래티넘  | 150,000       |
| 포르투갈 (AFP)                     | 3× 플래티넘  | 30,000        |
| 영국 (BPI)                         | 4× 플래티넘  | 2,400,000     |
| 미국 (RIAA)                        | 17× 플래티넘 | 17,000,000    |
| 판매량+스트리밍을 기반으로 한 인증 |              |               |